# Krystyna Rodowska

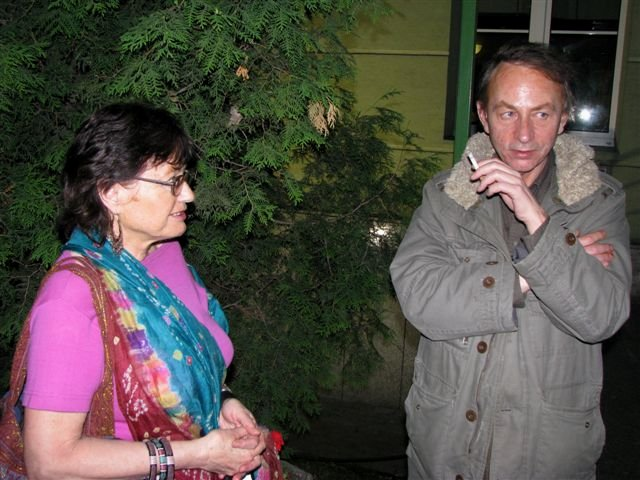
Krystyna Rodowska w rozmowie z Michelem Houellebecquiem; Warszawa, 9 czerwca 2008 r.

Krystyna Rodowska (ur. 20 kwietnia 1937 we Lwowie) – polska poetka, tłumaczka literatury pięknej, krytyczka literacka.

## Życiorys
Urodziła się w rodzinie Bronisława Rodowskiego, lekarza, i Klementyny z domu Wanke. Pierwsze lata dzieciństwa spędziła w Mostach Wielkich. 
W okresie okupacji niemieckiej, jesienią 1942 jej rodzina przeniosła się do Lwowa. Wiosną 1944 zamieszkała na wsi pod Rzeszowem, a po pół roku w samym Rzeszowie, gdzie rozpoczęła naukę w szkole podstawowej, kontynuowaną w Żeńskim Liceum Ogólnokształcącym oraz w klasie fortepianu miejscowej Szkoły Muzycznej. W 1953 zdała egzamin maturalny, a także zajęła trzecie miejsce w Ogólnopolskim Konkursie Śpiewaczym. W 1954 wyjechała do Warszawy, gdzie uczyła się śpiewu w klasie Ady Sari oraz rozwijała umiejętności pianistyczne w Średniej Szkole Muzycznej nr 1. Z powodu choroby gardła, po trzech latach przerwała kształcenie wokalne, zaś naukę gry na fortepianie zakończyła w 1958 dyplomem. 
W 1963 uzyskała absolutorium z filologii romańskiej na Uniwersytecie Warszawskim i wyjechała na kilka miesięcy do Francji. Po powrocie do kraju, w latach 1964–1966 pracowała jako tłumaczka w Ambasadzie Meksyku w Warszawie.
W 1966 debiutowała wierszami Aby ocalić i Dedykacje, ogłoszonymi na łamach „Kultury” nr 4 oraz opublikowała w „Kierunkach” nr 40 pierwszą pracę krytyczną – omówienie prozy Józefy Radzymińskiej. W latach następnych współpracowała z „Kulturą” (do 1980) i „Kierunkami” (do 1970), drukując utwory poetyckie, recenzje, a nieco później – przekłady z literatury francuskiej i hiszpańskiej. W latach 1967–1973 była redaktorem działu kultury tygodnika „Forum”. Od 1971 współpracuje z miesięcznikiem „Literatura na Świecie” (w latach 1979–1993 była etatowym redaktorem w dziale hiszpańskojęzycznym). W latach 1973–1974 ogłaszała publicystykę społeczną na łamach poznańskiego tygodnika „Tydzień”. W latach 1975–1976 pracowała jako lektorka języka hiszpańskiego na Uniwersytecie im. Adama Mickiewicza w Poznaniu. W latach 90. podjęła współpracę z Programem II Polskiego Radia.
Tłumaczyła i publikowała, w edycjach książkowych i na łamach pism literackich, utwory m.in. Jorge Luisa Borgesa, Vicente Huidobro, Octavio Paza, Pablo Nerudy, Roberto Juarroza, Jules Laforgue’a, Paula Eluarda, André Bretona, Philippe Jaccotteta, Bernarda Noëla, Jacques’a Roubaud, Kateba Yacine’a, Gastona Miron, Vicente Aleixandre, Federico Garcii Lorki, Jorge Guilléna, Luisa Camoensa. Przekłady publikowała w „Literaturze na Świecie” i „Twórczości”, a także m.in. w „Arkuszu”, „Kwartalniku Artystycznym”, „Nowej Okolicy Poetów”, „Pograniczach”, „Odrze” oraz „Tyglu Kultury”. W 1998 na łamach „Literatury na świecie” opublikowała fragmenty nowego przekładu I tomu dzieła Marcela Prousta W poszukiwaniu utraconego czasu, który, wydany w 2018, zapoczątkował cykl nowych przekładów tego siedmiotomowego dzieła.
Była członkinią Związku Literatów Polskich (1976–1983). Od 1991 jest członkinią Stowarzyszenia Pisarzy Polskich, ZAiKS-u i Polskiego PEN Clubu.
Mieszka w Warszawie. Ma syna Kamila Wiesiołowskiego (ur. 1968), grafika.

## Twórczość
- Gesty na śniegu (poezje; Czytelnik 1968)
- Stan posiadania (poezje; Czytelnik 1981, ISBN 83-07-00435-7)
- Nuta przeciw nucie. Wybór wierszy miłosnych z lat 1968–1992 (poezje; Miniatura 1993, ISBN 83-7081-153-1)
- Szelest, półmrok, sens (poezje; Wyd. Gdzie Indziej 1995)
- Na dole płomień (poezje; Anta 1996, ISBN 83-86455-45-4; wyróżnienie Fundacji Kultury)
- Bliżej nagości (poezje; Nowy Świat 2002, ISBN 83-7386-000-2)
- Abajo fuego, arriba fuego (wybór poezji w języku hiszpańskim; tłum. Gerardo Beltran, Krystyna Rodowska; Kuba 2010)
- Vers le Nu (wybór poezji w języku francuskim; tłum. Bernard Noël; Editions L'Harmattan 2012; seria: „Poètes de cinq continents”)
- Wiersze przesiane 1968–2011 (wybór dotychczas wydanych wierszy wraz z nowym tomem pt. Miejsce na feniksa; Podkarpacki Instytut Książki i Marketingu 2012, ISBN 978-83-61746-93-5)
- Jest się czymś więcej (poezje; Wydawnictwo VIDI 2017)
- Nic prócz O. Wiersze z lat 1968–2018 (wybór dotychczas wydanych wierszy, dodatkowo wiersze w języku hiszpańskim i francuskim), Państwowy Instytut Wydawniczy, 2019

## Tłumaczenia i inne prace redakcyjne
- José Revueltas, Zasnąć w ziemi (Państwowy Instytut Wydawniczy 1970)
- Jean Anglade, Zawieszenie (Państwowy Instytut Wydawniczy 1972)
- Jorge Luis Borges, Twórca (wespół z Zofią Chądzyńską; Czytelnik 1974; Prószyński i S-ka 1998, ISBN 83-7180-293-5)
- José Emilio Pacheco, Proza czaszki (wybór, przekład i wstęp; Wydawnictwo Literackie 1986, ISBN 83-08-01698-7)
- Octavio Paz, Wciąż te same widzenia (wybór i przekład; oprac. graf. Mirosław Malcharek; Olsztyn - Warszawa; „Ethos”, Fundacja „Literatura Światowa” 1990)
- Antonio Cerdá Barberá, Zdrowie na dłoni (Rytm 1994, ISBN 83-85249-57-5)
- Jean Genet, Ceremonie żałobne (Marabut 1995, ISBN 83-85893-27-X)
- Luís de Camões, Liryki najpiękniejsze (wespół z Józefem Waczkowem; Algo 2000, ISBN 83-88033-34-4)
- Eric Salmon, ABC enneagramu: jak rozpoznać siły sterujące naszym zachowaniem (Bis 2002, ISBN 83-88461-60-5)
- Eric-Emmanuel Schmitt, Ewangelia według Piłata (Wydawnictwo Literackie 2003, ISBN 83-08-03313-X; 2005, ISBN 83-08-03786-0, 2006, 2009; Społeczny Instytut Wydawniczy „Znak” 2014)
- Jorge Luis Borges, Spiskowcy (Prószyński i S-ka 2004, ISBN 83-7337-593-7)
- Gabriel García Márquez, Sto lat samotności (autorka posłowia; Świat Książki 2004, ISBN 83-7391-555-9)
- Na szali znaków. Czternastu poetów francuskich (wybór wierszy, przekład, opracowanie i posłowie; Biuro Literackie 2007, ISBN 978-83-60602-44-7)
- Joël Egloff, Człowiek, którego brano za kogoś innego (Wydawnictwo Literackie, 2010)
- Umocz wargi w kamieniu. Przekłady z poetów latynoamerykańskich (wybór wierszy, przekład, opracowanie i posłowie; Biuro Literackie 2011)
- Antoine de Saint-Exupery, Mały Książę (Galaktyka 2015, ISBN 978-83-7579-442-7)
- José Ángel Leyva, Wiersze (Podkarpacki Instytut Książki i Marketingu 2017)
- Gabriela Mistral, Czerwony Kapturek (Nasza Księgarnia 2017)
- Gabriela Mistral, Kopciuszek (Nasza Księgarnia 2017)
- Gabriela Mistral, Królewna Śnieżka u krasnoludków (Nasza Księgarnia 2017)
- Gabriela Mistral, Śpiąca Królewna (Nasza Księgarnia 2017)
- Marcel Proust, W poszukiwaniu utraconego czasu. W stronę Swanna (Officyna 2018)
- Cudze moje. Wybrane przekłady poetyckie (Wydawnictwo Officyna 2021)

## Nagrody i wyróżnienia
W 1991 otrzymała nagrodę miesięcznika „Literatura na Świecie” za przekłady poezji latynoamerykańskiej, w 1996 – za przekład powieści Jeana Geneta pt. Ceremonie żałobne. W 2005 została laureatką nagrody literackiej ZAiKS-u dla tłumaczy za wybitne osiągnięcia w zakresie przekładów z literatur: francusko- i hiszpańskojęzycznych. W 2015 została odznaczona francuskim Orderem Sztuki i Literatury (w stopniu oficerskim). W 2016 otrzymała Srebrny Medal „Zasłużony Kulturze Gloria Artis”